# Parafia św. Stanisława w Koźminie Wielkopolskim
Parafia Świętego Stanisława w Koźminie Wielkopolskim – parafia rzymskokatolicka należąca do dekanatu Koźmin diecezji kaliskiej. Została utworzona w 1925. Kościół parafialny, pobernardyński ufundowany w 1626, w obecnej postaci zbudowany latach 1640–1649. Mieści się przy ulicy Klasztornej.